# Termitorioxa meritoria
Termitorioxa meritoria är en tvåvingeart som först beskrevs av Walker 1864.  Termitorioxa meritoria ingår i släktet Termitorioxa och familjen borrflugor. Inga underarter finns listade i Catalogue of Life.